# Pöllänsaari (ö i Södra Savolax, Nyslott, lat 61,76, long 29,32)
Pöllänsaari är en ö i Finland. Den ligger i sjön Pihlajavesi och i kommunen Nyslott i  landskapet Södra Savolax, i den sydöstra delen av landet, 290 km nordost om huvudstaden Helsingfors. Öns area är 1,18 kvadratkilometer och dess största längd är 1,9 kilometer i nord-sydlig riktning.